# لایا، بوتان
لایا (به لاتین: Laya) یک منطقهٔ مسکونی در بوتان (کشور) است که در استان گاسا واقع شده‌است. لایا ۳٬۰۰۰ نفر جمعیت دارد.